# Turó d'en Castellar
El Turó d'en Castellar és una muntanya de 329 metres que es troba al municipi de Porqueres, a la comarca catalana del Pla de l'Estany.